# Polyardis occulta
Polyardis occulta är en tvåvingeart som beskrevs av Jaschhof 1997. Polyardis occulta ingår i släktet Polyardis och familjen gallmyggor. Inga underarter finns listade i Catalogue of Life.